# الیسیتور

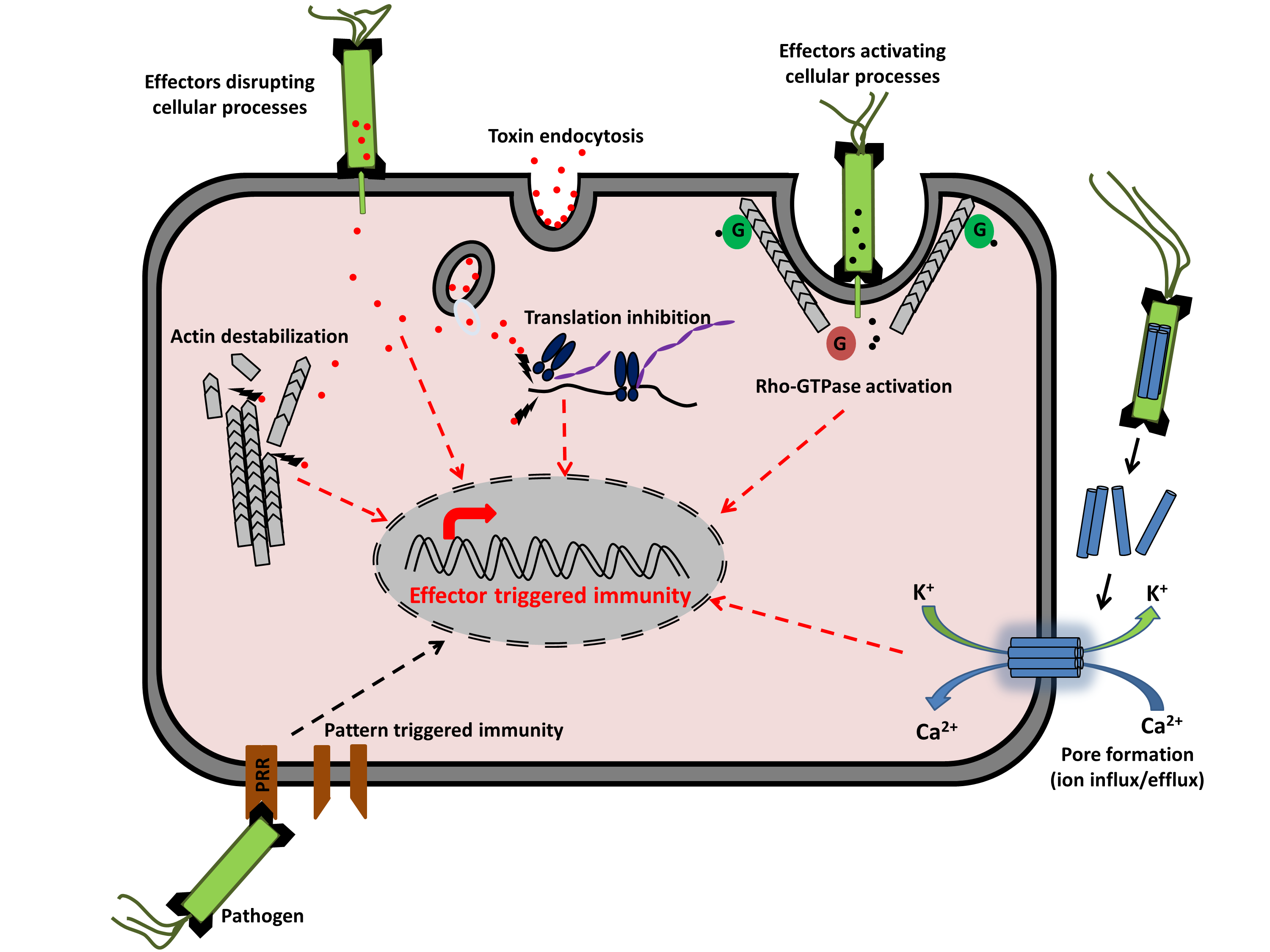
الیسیتور

در زیست‌شناسی گیاهی، مولکول‌های خارجی که اغلب مرتبط با آفات، بیماری‌ها یا جانداران همزیست با گیاه می‌باشند را الیسیتور می نامند. مولکول‌های الیسیتور می توانند به پروتئین‌های گیرنده مخصوصی که بر روی غشاهای سلولی گیاه قرار دارند، متصل شوند. این گیرنده‌ها قادرند که الگوی مولکولی الیسیتورها را شناسایی کرده و پیام‌رسانی دفاعی درون‌سلولی را از طریق مسیر اکتادکانوئید برانگیزند.